# Atemoya
Die Atemoya (Annona × atemoya) ist eine Kreuzung (Hybride) aus zwei Annona-Arten – dem Zimtapfel (Annona squamosa) und aus der Cherimoya (Annona cherimola) –, die ursprünglich aus den südamerikanischen Tropen stammen. Die Atemoya-Frucht ist typischerweise herzförmig oder rundlich mit hellgrüner Schale. Die erste Kreuzung wurde 1908 von P. J. Wester durchgeführt.

## Beschreibung
Die Atemoya ist einer Cherimoya sehr ähnlich. Dieser schnell wachsende, halbimmergrüne Baum erreicht Wuchshöhen von 7,5 bis 9 Meter. Von den typischerweise herabhängenden Ästen erreichen die untersten den Boden. Die wechselständigen und kurz gestielten Laubblätter besitzen eine Länge von bis zu 15 cm. Die ledrige, ganzrandige Blattspreite ist elliptisch bis eiförmig und weniger behaart als die der Cherimoya.
Die Atemoya ist vorweiblich, protogyn. Die lang gestielten, zwittrigen Blüten mit doppelter Blütenhülle sind grünlich-gelb und 6 cm lang sowie 4 bis 5 cm breit.
Die Frucht ist bei einer Länge von bis zu 10 cm und einem Durchmesser von 9,5 cm konisch oder herzförmig. Die bis zu 2,25 kg schweren Früchte sind bei Reife hell bläulich- oder erbsengrün und leicht gelblich zwischen den warzigen oder schuppigen „Areolen“. Die Fruchtschale ist etwa 3 mm dick. Das duftende Fruchtfleisch ist schneeweiß mit einer feinen Textur, weitgehend fest und undeutlich in Segmente geteilt. Jede Frucht enthält weniger Samen als beim Zimtapfel. Das Fruchtfleisch schmeckt gleichzeitig süß und ein wenig säuerlich, ähnlich dem Geschmack von Cherimoya. Die harten, glatten Samen sind schwarz-braun mit einer Länge von 2 cm sowie einem Durchmesser von 8 mm zylindrisch.